# Hvidhalet rynkenæb
Hvidhalet rynkenæb (latin: Rhyticeros cassidix) er en næsehornsfugl, der lever på Sulawesi i Indonesien.
- han
- hun